# Holger Astrup

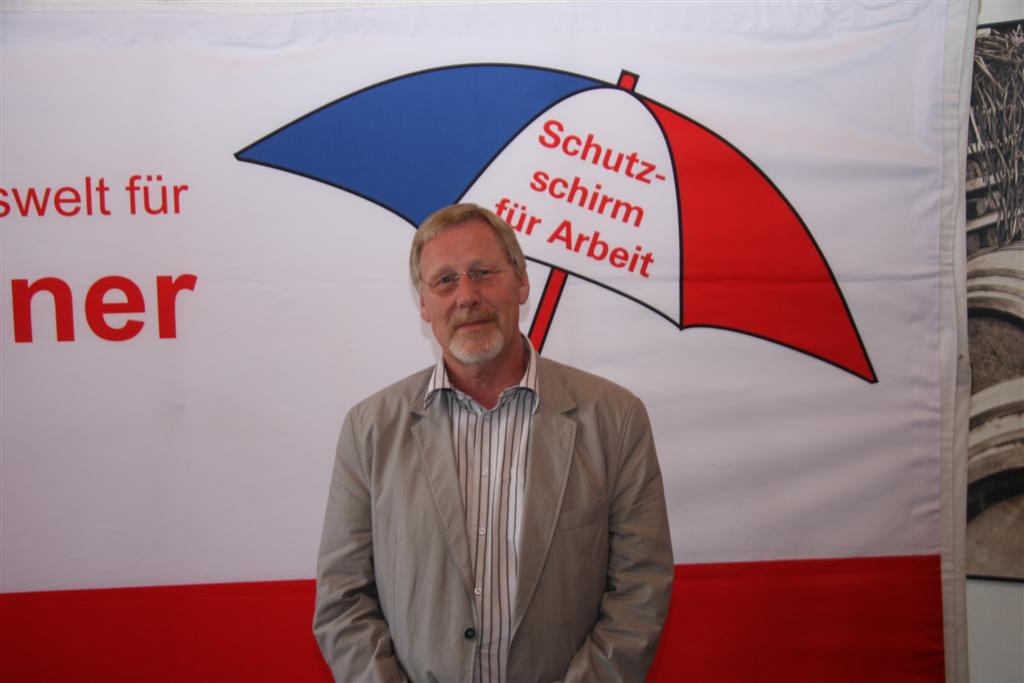
Holger Astrup

Holger Astrup (* 7. Mai 1948 in Flensburg; † 30. März 2021) war ein deutscher Politiker (SPD). Er gehörte von 1988 bis 2009 dem Landtag von Schleswig-Holstein an.

## Leben und Beruf
Nach dem Abitur 1968 am Alten Gymnasium in Flensburg leistete Astrup zunächst seinen Wehrdienst ab und absolvierte dann von 1969 bis 1972 ein Studium an der Pädagogischen Hochschule Flensburg. Danach war er als Lehrer zunächst an der Grundschule in Norderstapel und seit 1973 an der Realschule „Stapelholmschule“ in Erfde tätig.
Holger Astrup war verheiratet und hatte zwei Kinder.

## Partei
Seit 1972 war er Mitglied der SPD. Von 1976 bis 1990 gehörte er dem Kreisvorstand der SPD Schleswig-Flensburg an.

## Abgeordneter
Ab 1974 gehörte Astrup dem Gemeinderat seines Wohnortes Erfde an. Daneben war er von 1978 bis 1990 Mitglied des Kreistages des Kreises Schleswig-Flensburg.
Von 1988 bis 2009 war Holger Astrup Mitglied des Landtages von Schleswig-Holstein. Hier war er von 1992 bis 1996 stellvertretender Vorsitzender der SPD-Landtagsfraktion und Vorsitzender des Finanzausschusses. Von 1996 bis 2009 war er Parlamentarischer Geschäftsführer der SPD-Fraktion.
Holger Astrup zog 1996 und 2005 über die Landesliste und sonst stets als direkt gewählter Abgeordneter des Wahlkreises Schleswig-West (1988) bzw. Schleswig-Süd (1992 und 2000) in den Landtag ein.